# Александрович, Исмаил Мустафович
Исмаил Мустафович Александрович (бел. Ісмаіл Мустафавіч Александровіч; 18 июля 1929, Клецк, Новогрудское воеводство — 25 сентября 2024, Минск) — белорусский инженер-строитель и мусульманский деятель татарской национальности; председатель правления Религиозного объединения мусульман Республики Беларусь, с 1994 по 2005 годы муфтий.

## Биография
Родился 18 июля 1929 года в городе Клецке Несвижского уезда Новогрудского воеводства Второй Польской Республики. Он происходил из татарской мусульманской семьи. Отец, Мустафа Юсуфавич Александрович, был избран в 1939 году имамом Джамаата города Клецка. Эту должность он занимал до 1953 года, когда под давлением обстоятельств был вынужден официально отказаться от обязанностей имама. Исмаил Александрович окончил три класса польской школы, затем учился в русской гимназии. В 1953 году окончил Белорусский государственный политехнический институт. Он получил исламское образование в своей семье. В 1954—1956 годах работал прорабом строительства в Магнитогорске, старшим прорабом и главным инженером Строительного управления Челябинской области РСФСР. В 1957—1961 годах окончил аспирантуру Академии наук Белорусской ССР. В 1961—1986 годах работал инженером, старшим инженером объединения «Аргтехбуд» в Минске. Он вышел на пенсию в 1989 году.
В 1994 году Исмаил Александрович был избран муфтием на Первом съезде мусульман Беларуси. Он переизбирался на эту должность в 1996 и 1998 годах. Был председателем правления Мусульманского религиозного объединения в Республике Беларусь. С 1990 года принимал активное участие в работе общества «Аль-Китаб», поддерживал связи с татарами, родившимися на землях нынешней Беларуси и проживавшими в Литве, Польше, США и других странах. На момент выборов первого муфтия в Беларуси действовало 11 мусульманских общин и одна мечеть. Перед третьим съездом в результате его действий и инициатив количество общин увеличилось до 24, а мечетей — до 4.
Умер 25 сентября 2024 года в возрасте 95 лет.

## Награды
Награждён бронзовыми медалями ВДНХ СССР (1969, 1974, 1978), медалями «За доблестный труд» (1970), «За трудовую доблесть» (1974), «Ветеран труда» (1986) и другими.

## Семья
Исмаил Александрович был женат, имел двух дочерей и троих внуков. Его старший брат Адам Александрович был имамом общины белорусских, литовских и польских татар в Нью-Йорке.